# Ableton
 (mai 2024).

Logo alternatif.

Ableton AG (prononcé en français [a.bəl.tɔn]) est un éditeur de logiciels d'informatique musicale et un fabricant d'instruments électroniques fondé en 1999. Son principal produit est le séquenceur Ableton Live.

## Histoire
Ableton AG est fondée en Allemagne en 1999 par Gerhard Behles et Robert Henke qui formait le duo Monolake. Le duo a eu l'idée d'Ableton Live au milieu des années 1990 après avoir étudié ensemble la programmation informatique. Initialement, ils conçoivent Live par pur besoin personnel sans intention de le commercialiser. C'est lorsque Bernd Roggendorf se rapproche du duo à la fin des années 1990 que celui-ci les pousse à améliorer les outils qu'ils développent sous une forme plus simple afin d'en faire un logiciel destiné à la vente. Une version brouillon a été conçue en utilisant le logiciel MaxMSP, pour en suite être entièrement re-codé en logiciel indépendant en s'inspirant de cette version.
En 1999, Gerhard Behles quitte le duo Monolake pour se consacrer au développement d'Ableton Live. La première version de Live apparaît sur le marché le 30 octobre 2001.
En 2006, Robert Henke quitte l'équipe de développement d'Ableton Live pour se consacrer à la production musicale et sa carrière d'artiste. Il continue de collaborer avec l'entreprise et reste en bons termes avec elle. Dans une interview commune, Gerhard Behles répond avec ironie qu'il a de son côté quitté la production musicale pour se consacrer au développement d'Ableton Live.
Le 23 novembre 2009, Ableton et Cycling '74 (en) dévoilent Max For Live, une version de MaxMSP spécialement adapté pour Ableton Live 8. Cela permet aux utilisateurs de créer leurs propres instruments, interfaces, séquenceurs, visuels et autres directement dans Live, sans avoir besoin de connaissances en programmation. Max For Live fait d'Ableton Live un logiciel ouvert qui peut être enrichi par ses utilisateurs, et c'est ce qui fera toute la différence avec les autres logiciels de production musicale par la suite. 

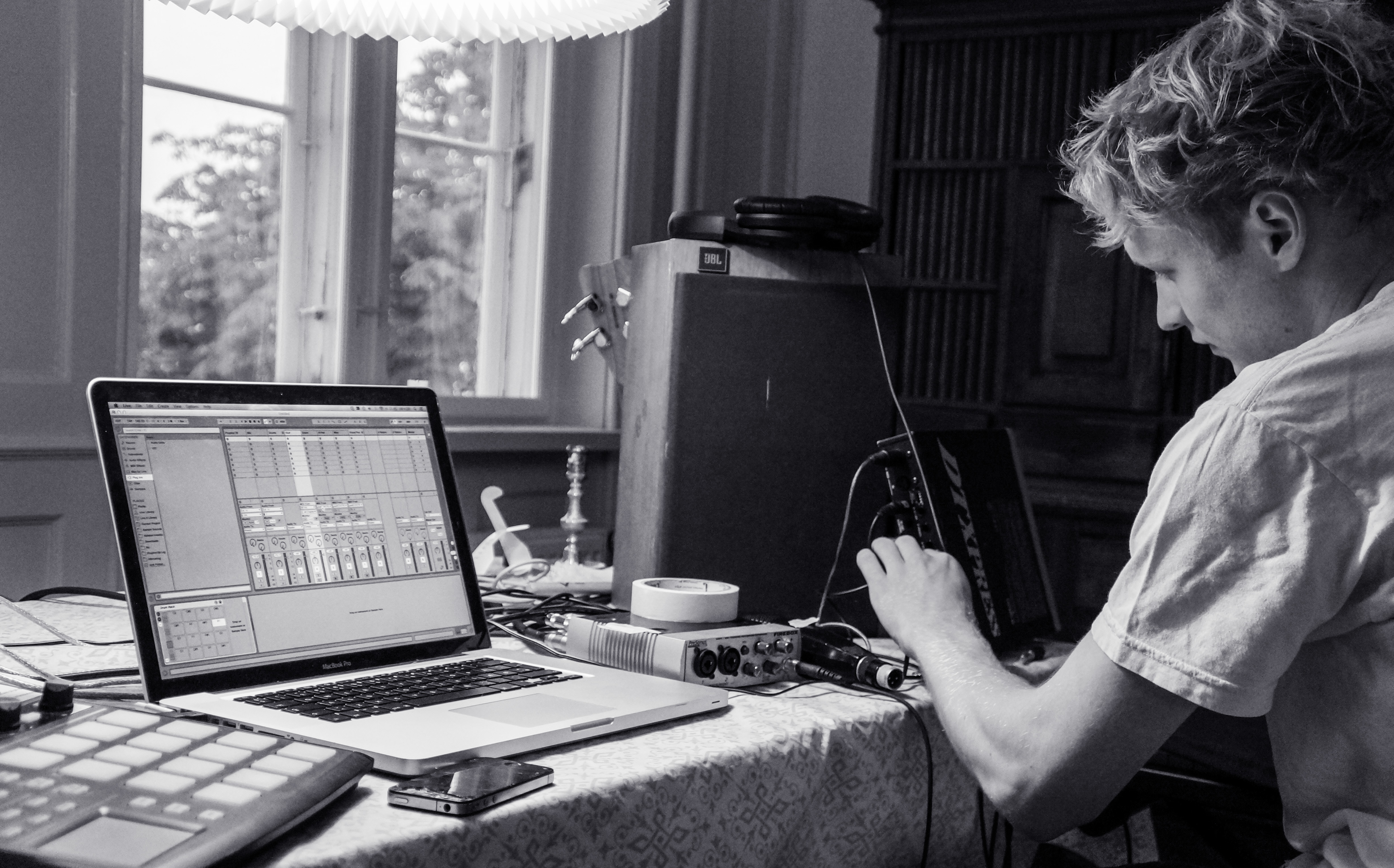
Musicien utilisant le logiciel Ableton Live en 2012.

Le 18 novembre 2015, Ableton annonce la version beta de Link. Un protocole en réseau permettant de synchroniser le tempo de chaque ordinateur rejoignant ce réseau. Il est alors possible de jouer en groupe, parfaitement synchronisé, sans fil. Link est annoncé natif dans Ableton en 2016 mais également en version desktop et iOS, ce qui pousse d'autre concepteur de logiciel de production musicale à intégrer ce protocole et étend le nombre d'utilisations possible au fil du temps.
Le 6 juin 2017, David Zicarelli annonce officiellement que son entreprise Cycling'74 est rachetée par Ableton. Ce rachat fait suite à près de 20 ans de travail en commun entre le développement de Max For Live et celui d'Ableton. Les deux entreprises expliquent qu'il n'est pas question de changer Cycling'74 ou délocaliser l'entreprise à Berlin à travers ce rachat, mais simplement de pouvoir poursuivre leur longue collaboration de façon plus fluide.
Aujourd'hui, l'entreprise est composée d'une cinquantaine de personnes, entre autres d'ingénieurs informatique, de spécialistes en marketing. La compagnie est dirigée par Gerhard Behles et Bernd Roggendorf, ses fondateurs, et Jan Bohl. La plupart des employés d'Ableton sont impliqués dans la production comme dans la création musicale.

## Produits
- Ableton Live
- Ableton Push
- Ableton Note
- Ableton Link